# NGC 7273
NGC 7273 је лентикуларна галаксија у сазвежђу Гуштер која се налази на NGC листи објеката дубоког неба.
Деклинација објекта је + 36° 12' 1" а ректасцензија 22h 24m 9,1s. Привидна величина (магнитуда) објекта NGC 7273 износи 13,8 а фотографска магнитуда 14,8. NGC 7273 је још познат и под ознакама MCG 6-49-12, CGCG 514-24, NPM1G +35.0457, PGC 68768.